# Авадхута-упанишада
«Авадху́та-упаниша́да» (санскр. अवधूत उपनिषद्, IAST: avadhūta upaniṣad) — одна из 108 Упанишад канона муктика, в котором она стоит под номером 79. Это санньяса упанишада, ассоциируемая с «Кришна Яджур-ведой». В этой упанишаде описывается природа авадхуты, поднявшегося над двойственностью материального мира. В «Авадхута-упанишаде» говорится, что подобно Солнцу, поглощающему воду отовсюду, совершенный йог может наслаждаться всеми объектами чувственного наслаждения, и, несмотря на это, оставаться свободным от плохих и хороших реакций своей деятельности.